# Naoki Yuasa
Naoki Yuasa (jap. 湯浅直樹 Yuasa Naoki; ur. 24 kwietnia 1983 w Sapporo) – japoński narciarz alpejski, specjalizujący się w konkurencjach technicznych. Trzykrotny olimpijczyk (2006, 2014, 2018). Na mistrzostwach świata startował siedmiokrotnie, najlepszy wynik zanotował podczas mistrzostw świata w Ga-Pa, gdzie uplasował się na 6. pozycji w slalomie. Najlepsze wyniki w Pucharze Świata osiągnął w sezonie 2011/2012, kiedy to zajął 56. miejsce w klasyfikacji generalnej, a w klasyfikacji slalomu był 20.
W styczniu 2022 r. zakończył sportową karierę.

## Osiągnięcia

### Igrzyska olimpijskie
| Miejsce | Dzień     | Rok  | Miejscowość | Konkurencja | Czas zawodów | Strata  | Zwycięzca      |
| ------- | --------- | ---- | ----------- | ----------- | ------------ | ------- | -------------- |
| 7.      | 25 lutego | 2006 | Sestriere   | Slalom      | 1:43.14 min  | +1.43 s | Benjamin Raich |
| DNF2    | 22 lutego | 2014 | Soczi       | Slalom      | -            | -       | Mario Matt     |
| DNF2    | 22 lutego | 2018 | Pjongczang  | Slalom      | -            | -       | André Myhrer   |

### Mistrzostwa świata
| Miejsce | Dzień     | Rok  | Miejscowość       | Konkurencja | Czas zawodów | Strata  | Zwycięzca            |
| ------- | --------- | ---- | ----------------- | ----------- | ------------ | ------- | -------------------- |
| 18.     | 12 lutego | 2005 | Bormio            | Slalom      | 1:41.34 min  | +3.46 s | Benjamin Raich       |
| DNF1    | 14 lutego | 2007 | Åre               | Gigant      | 2:19.64 min  | -       | Aksel Lund Svindal   |
| 18.     | 17 lutego | 2007 | Åre               | Slalom      | 1:57.33 min  | +7.14 s | Mario Matt           |
| 29.     | 13 lutego | 2009 | Val d’Isère       | Gigant      | 2:18.82 min  | +8.03 s | Carlo Janka          |
| DNF1    | 9 lutego  | 2009 | Val d’Isère       | Slalom      | 1:44.17 min  | -       | Manfred Pranger      |
| 6.      | 20 lutego | 2011 | Ga-Pa             | Slalom      | 1:41.72 min  | +0.96 s | Jean-Baptiste Grange |
| DNF1    | 17 lutego | 2013 | Schladming        | Slalom      | -            | -       | Marcel Hirscher      |
| DNF1    | 15 lutego | 2015 | Vail/Beaver Creek | Slalom      | -            | -       | Jean-Baptiste Grange |
| DNF1    | 19 lutego | 2017 | Sankt Moritz      | Slalom      | -            | -       | Marcel Hirscher      |

### Puchar Świata
- 2004/2005 – 132.
- 2005/2006 – 89.
- 2006/2007 – 147.
- 2007/2008 – 91.
- 2008/2009 – 102.
- 2009/2010 – 78.
- 2010/2011 – 101.
- 2011/2012 – 56.
- 2012/2013 – 52.
- 2013/2014 – 68.
- 2014/2015 – 94.
- 2015/2016 – 125.
- 2016/2017 – 52.
- 2017/2018 –-

#### Miejsca na podium w zawodach
1. Madonna di Campiglio – 18 grudnia 2012 (slalom) – 3. miejsce